# Carcelia grisea
Carcelia grisea är en tvåvingeart som beskrevs av Robineau-desvoidy 1830. Carcelia grisea ingår i släktet Carcelia och familjen parasitflugor.
Artens utbredningsområde är Frankrike. Inga underarter finns listade i Catalogue of Life.